# Narcissus cupularis
Narcissus cupularis este o specie rară și puțin cunoscută de narcisă din Sardinia, cu pal până la galben lamaie, flori parfumate dulce-și frunze gri-albastru albăstriu. Acestea sunt propagate dintr-o colecție făcut mulți ani în urmă de către Dr. T. Norman, chiar plantele discutate de John Blanchard în excelenta sa carte Narcis.